# 본 아이덴티티
본 아이덴티티(The Bourne Identity) 또는 잃어버린 얼굴 제1부(초판)는 로버트 러들럼의 첩보 소설로, 1980년에 발매되었다. 퍼블리셔 위클리가 발표한 최고의 스파이 소설 중에 하나이기도 하다.